# Saint-André-la-Côte

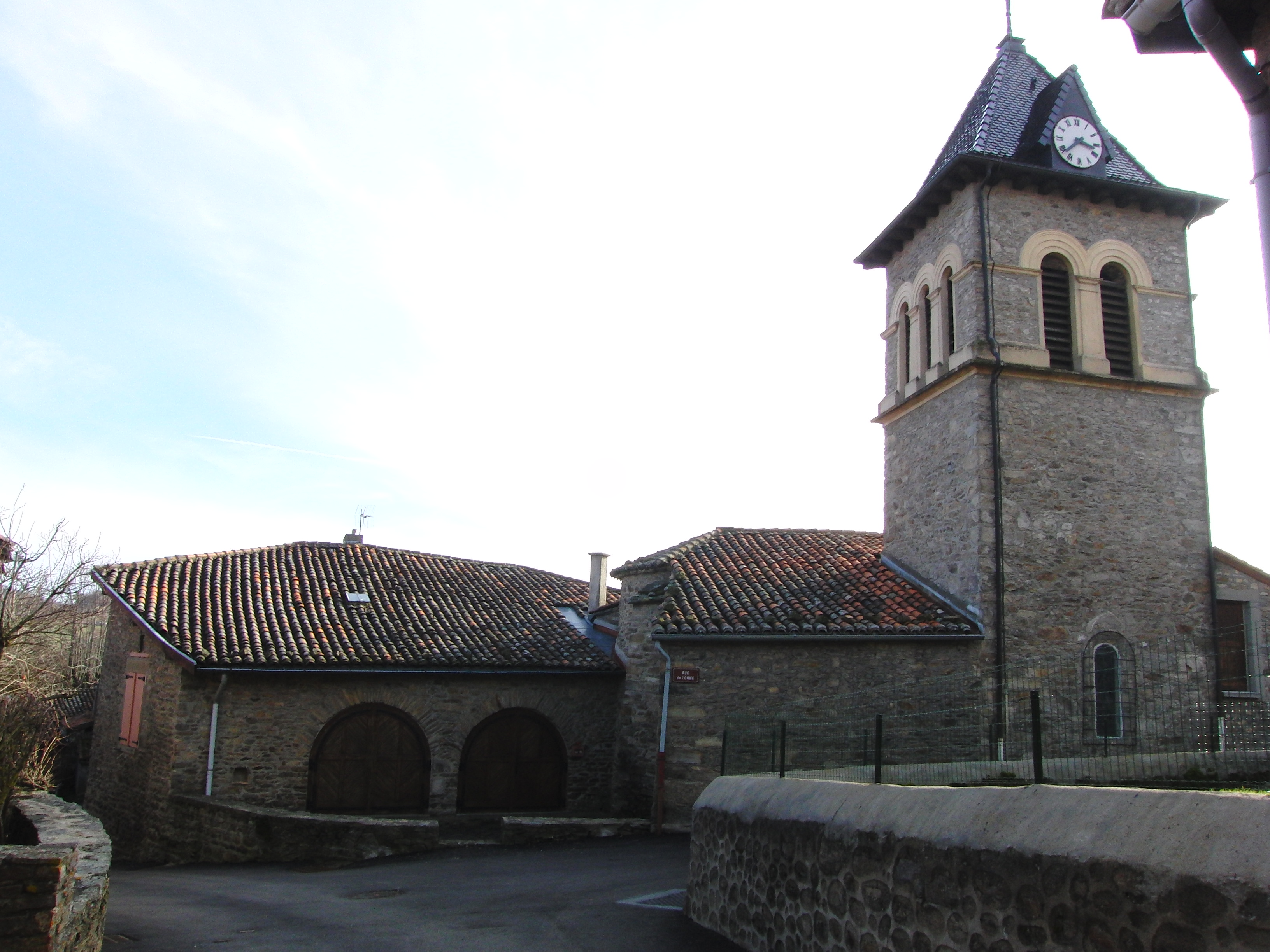
Kościół w Saint-André-la-Côte, 2011

Saint-André-la-Côte – miejscowość i gmina we Francji, w regionie Owernia-Rodan-Alpy, w departamencie Rodan.
Według danych na rok 1990 gminę zamieszkiwało 185 osób, a gęstość zaludnienia wynosiła 39 osób/km² (wśród 2880 gmin regionu Rodan-Alpy Saint-André-la-Côte plasuje się na 1442. miejscu pod względem liczby ludności, natomiast pod względem powierzchni na miejscu 1535.).